# P-toluidina
La p-toluidina (leggersi para-toloudina) è un composto aromatico derivato dalle ammine e del toluene. Come le altre due toluidine (meta- e orto-) trova principalmente impiego nella sintesi di sostanze coloranti.

## Caratteristiche chimico-fisiche
La presenza dell'ammina rende questo composto debolmente basico. È inoltre poco solubile in acqua, sebbene la solubilità aumenti in soluzioni acide a causa della formazione di sali di ammonio. La sua simmetria rende possibile la formazione di cristalli; per tale motivo, a differenza dei suoi isomeri, si presenta in forma solida.